# Люксембурзький сад

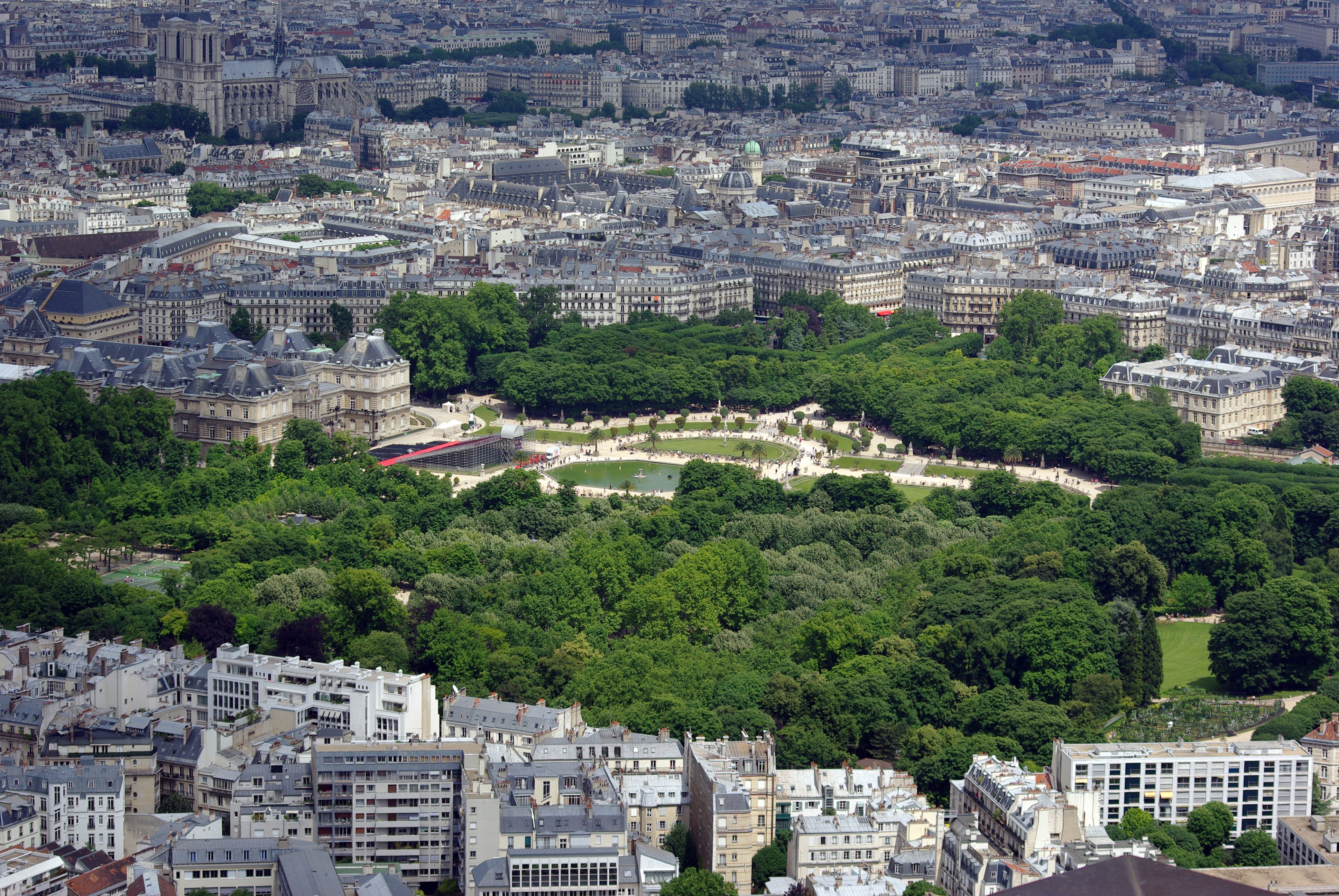
Люксембурзький сад з висоти Тур Монпарнас

48°50′49″ пн. ш. 2°20′14″ сх. д. / 48.846944444444° пн. ш. 2.3372222222222° сх. д.
Люксембурзький сад (фр. Jardin du Luxembourg) — палацово-парковий ансамбль у центрі Парижа, визначна пам'ятка міста.
Колишній королівський парк, розташований в паризькому Латинському кварталі. Займає 26 гектарів. У парку розташований Люксембурзький палац, де засідає Сенат, друга палата французького парламенту. З півночі сад обмежений однойменним палацом і «Малим палацом» (Petit Palais), який є офіційною резиденцією Президента Сенату, оранжереєю і Люксембурзьким музеєм (Musée du Luxembourg), а зі сходу — Паризькою вищою національною гірничою школою (École des Mines). Сад умовно поділяється на дві частини: клумби та тераси навколо палацу, облаштовані ще в XVII столітті у строго геометричному порядку і в класичному французькому стилі, та східна і південно-східна частина, що виникла пізніше й оформлена в англійському стилі.

## Історія

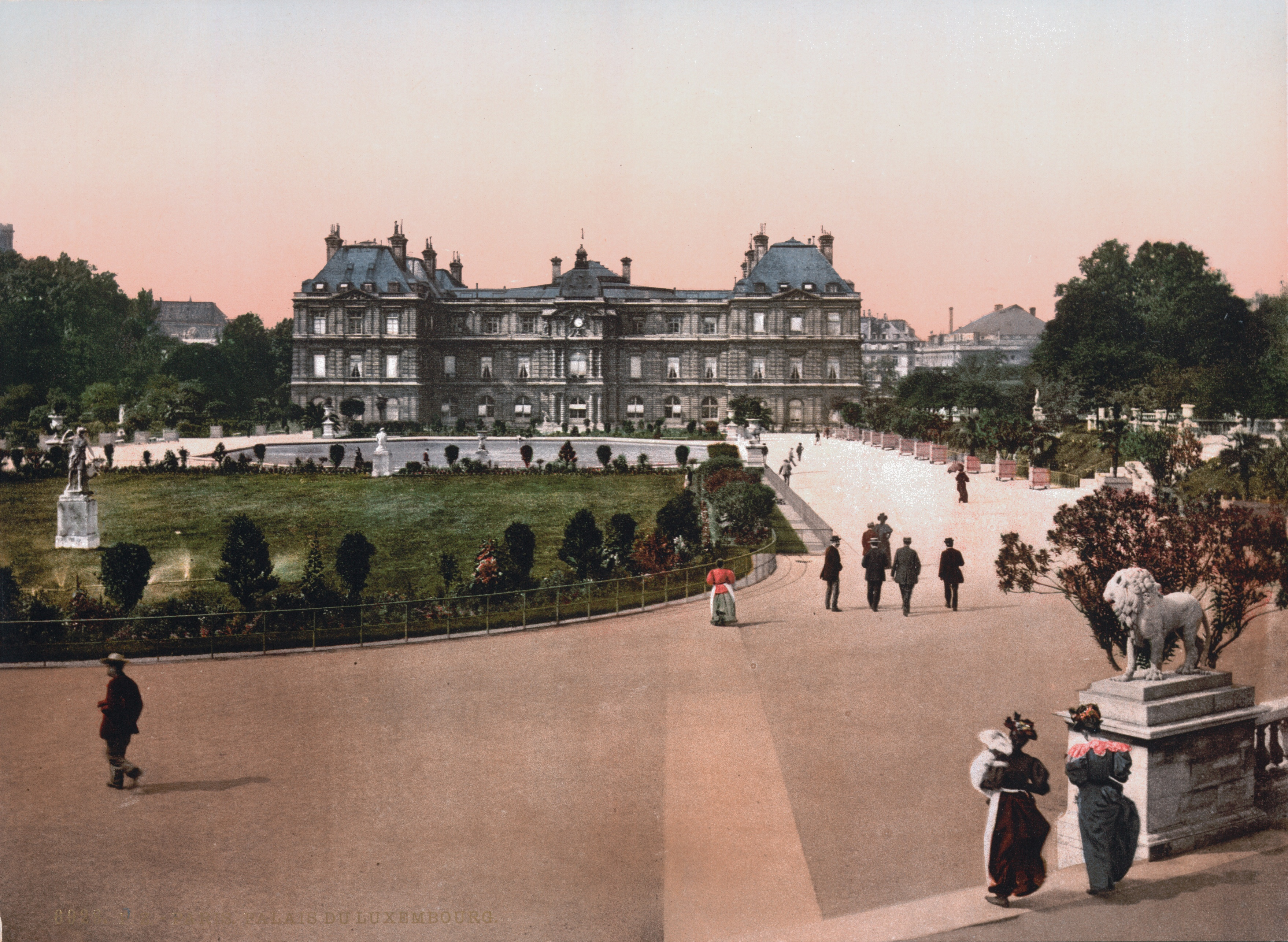

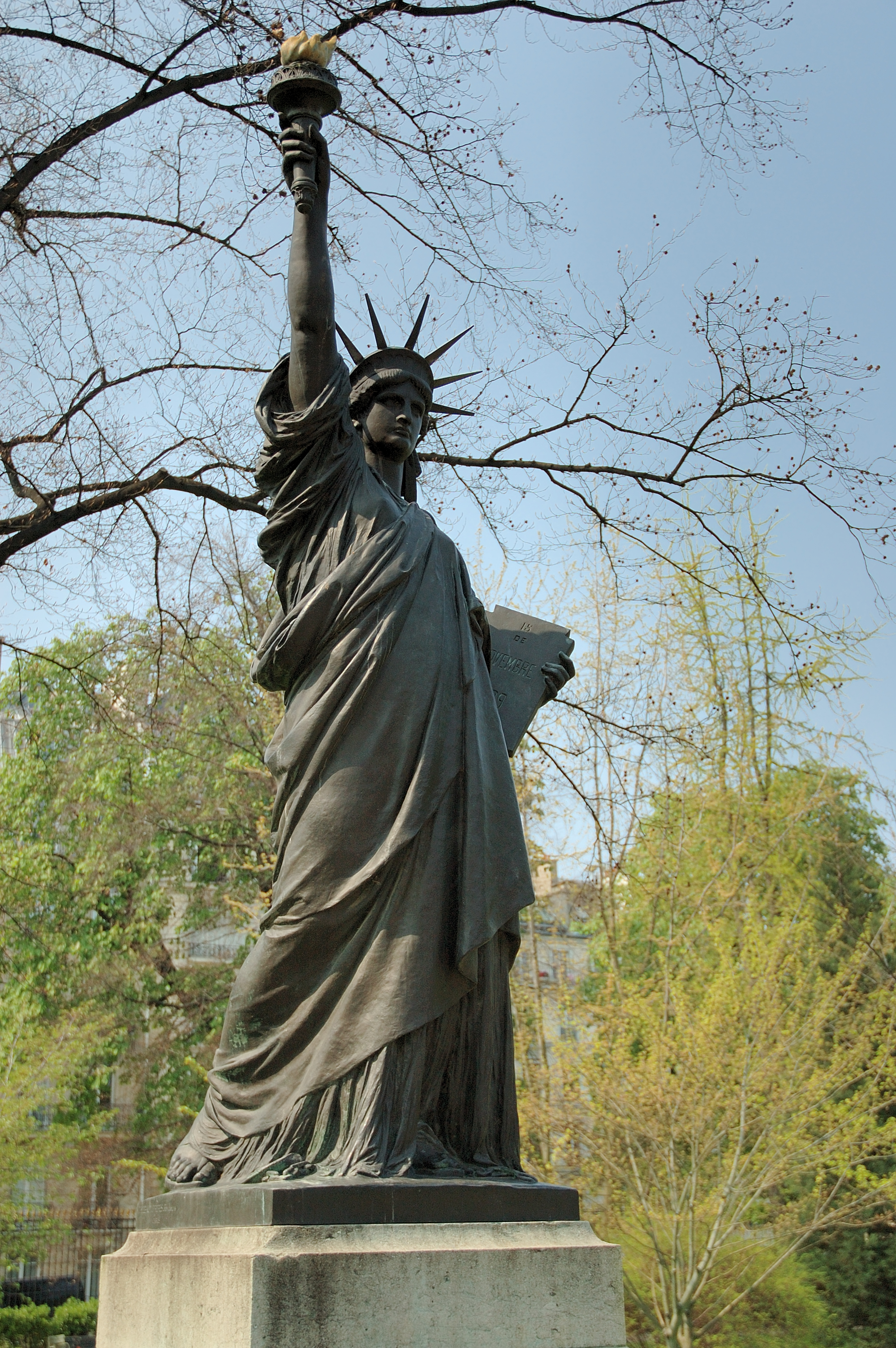
Статуя Свободи в Люксембурзькому саду

Сад був посаджений в 1611 або 1612 році на замовлення Марії Медічі, вдови короля Генріха IV, навколо заміського замку, що був на той час далеко за межами міста. Прообразом замку послужив Палаццо Пітті у Флоренції, в якому виросла Марія Медічі. Попри те, що в XIX столітті південне крило палацу і прилеглий до нього сад зазнали значних змін, Люксембурзький палац зберіг свій легкий італійський флер, який ще більше підкреслюють вирощені в діжках пальми.
За первинним задумом в саду передбачалися великі території лісових насаджень, квіткових клумб і водойми, для постачання водою яких у 1613–1624 роках був побудований акведук. І навіть підковоподібний пандус з високими терасами з боку саду, що огинає центральний фонтан, існував у такій формі ще на початку XVII століття.
Мармурові статуї, в тому числі пам'ятник королеві Марії Медичі, з'явилися тільки в XIX столітті. У парку розміщена велика кількість статуй і творів мистецтва, серед яких є одна з чотирьох паризьких статуй Свободи Фредеріка Огюста Бартольді висотою близько 2 м.
У 1617 році територія саду була збільшена коштом частини землі картезіанського монастиря, за наказом Людовіка XIV, онука Марії Медичі, підковоподібний пандус доповнила грандіозна перспектива авеню де ль'Обсерватуар, яка веде через прокладений тут Паризький нульовий меридіан до Паризької обсерваторії.
Вже у XVII столітті парк був дуже популярним. У XVIII столітті Люксембурзький сад став улюбленим місцем прогулянок літераторів: тут походжали й Руссо, і Дені Дідро.
У подальші роки територія саду зазнала численних змін: у 1782 році його власник, граф Прованський, брат Людовіка XVI і майбутній король Людовік XVIII поступився шістьма гектарами саду, щоб провести реставрацію палацу.
Під час революції після секуляризації картезіанського монастиря територія Люксембурзького саду збільшилася до його нинішніх розмірів. 1865 року за Наполеона III частина саду була відрізана новою вулицею Огюст Конт (rue Auguste Comte) та будівлями в східній і південній частині. Ці роботи торкнулися у тому числі території улюбленого Гі де Мопассаном ботанічного саду. Протести громадян і п'ять петицій, одна з яких зібрала рекордні для того часу 12 000 підписів, не мали успіху.
Бронзовий фонтан представляє роботу чотирьох скульпторів: Луї Вуйємо вирізьбив гірлянди та фестони навколо п'єдесталу, П'єр Леґрен вирізьбив арматуру з внутрішнім глобусом та зодіакальним поясом, а анімаліст Еммануель Фрем'є створив вісім коней, морських черепах та риб, що вириваються назовні. А найголовніше - Жан-Батіст Карпо виліпив чотирьох оголених жінок, що підтримують глобус, представляючи чотири континенти класичної іконографії.

## Дозвілля

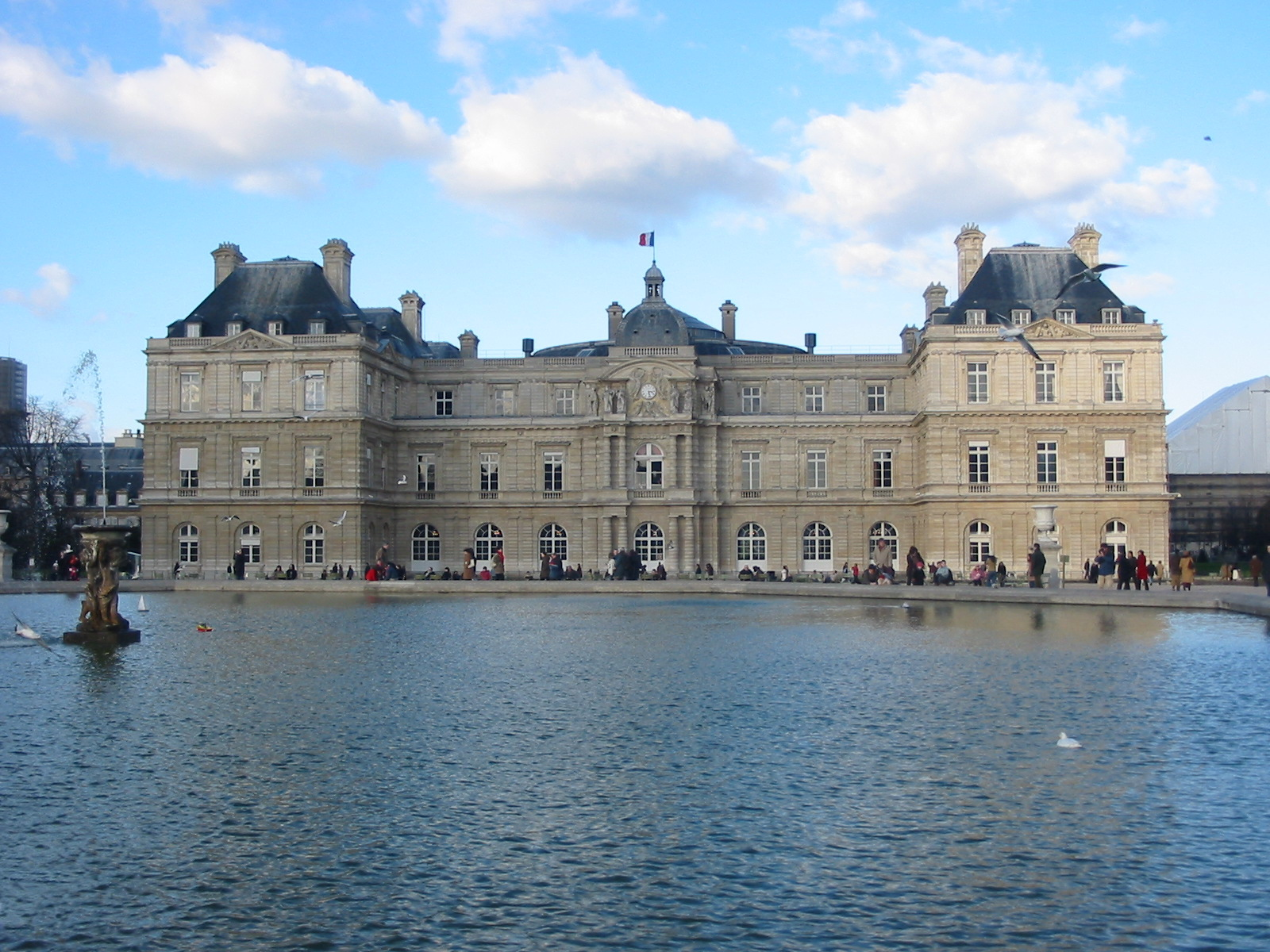
Фонтан перед Люксембурзьким палацом

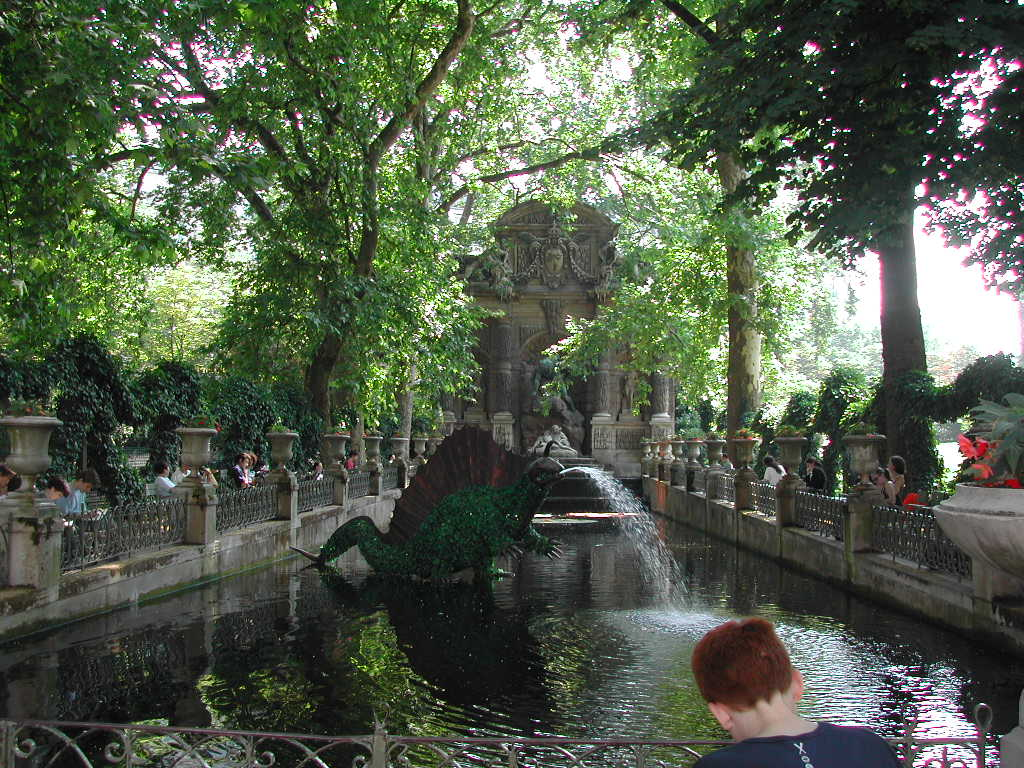
Фонтан Медічі

Парк є популярним місцем відпочинку паризьких сімей, студентів із сусідніх навчальних закладів та любителів спорту та надає різноманітні можливості для проведення дозвілля та занять спортом.
Південно-східна частина парку схожа на парк розваг. Тут для найменших відвідувачів саду працюють побудований з каменю театр мініатюр, (який так і називається Ґіньоль (фр. guignol — лялька), історія якого починається ще у 1881 році), маленька старовинна дитяча карусель, оспівана Рільке. Для прогулянок пропонуються поні і екіпажі. Для старших дітей призначений ігровий майданчик. Окрім цього є тенісні корти і баскетбольні майданчики, а також майданчик для французької гри же-де-пом — попередниці тенісу. В саду є критий майданчик для гри в шахи і майданчик для гри в бочче (гра в кулі).
Проте найпопулярнішою і традиційною розвагою в Люксембурзькому саду залишається фонтан перед фасадом палацу, де запускали власні або взяті напрокат кораблики багато поколінь дітей. У музичному павільйоні недалеко від головного входу з бульвару Сен-Мішель проводяться концерти просто неба. Зовнішня сторона павільйонної решітки використовується для проведення регулярних фотовиставок.

## Фонтани
- Центральний фонтан з пунктом прокату моделей вітрильників
- Фонтан Медічі (1624, приписується Саломону де Броссу, виконаний у модному тоді італійському стилі) вважається найромантичнішим фонтаном Парижа і знаходиться в одному з найпривабливіших куточків Люксембурзького саду.

## Галерея

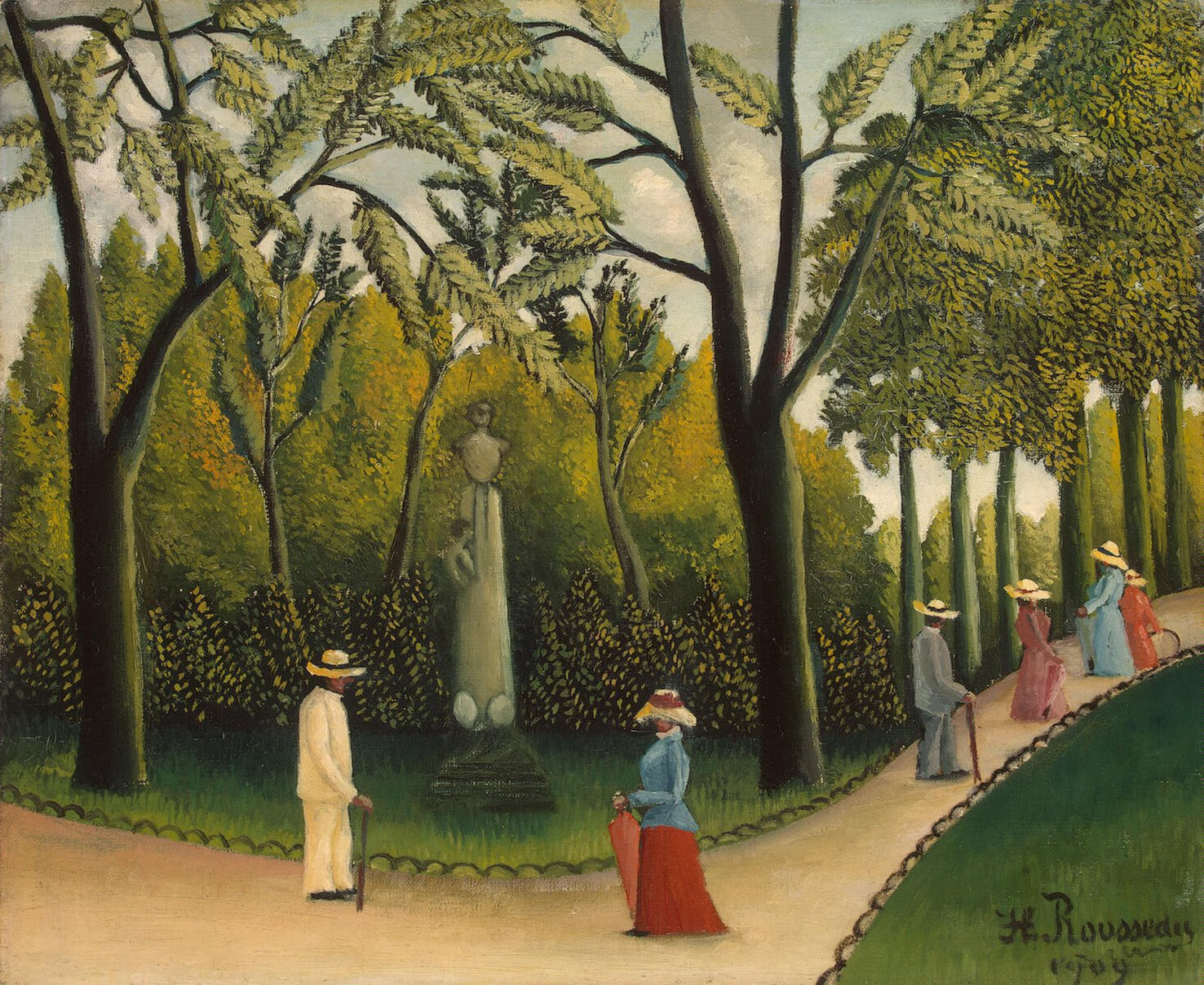
Пам’ятник Шопену в Люксембурзькому саду на картині Анрі Руссо (1909)
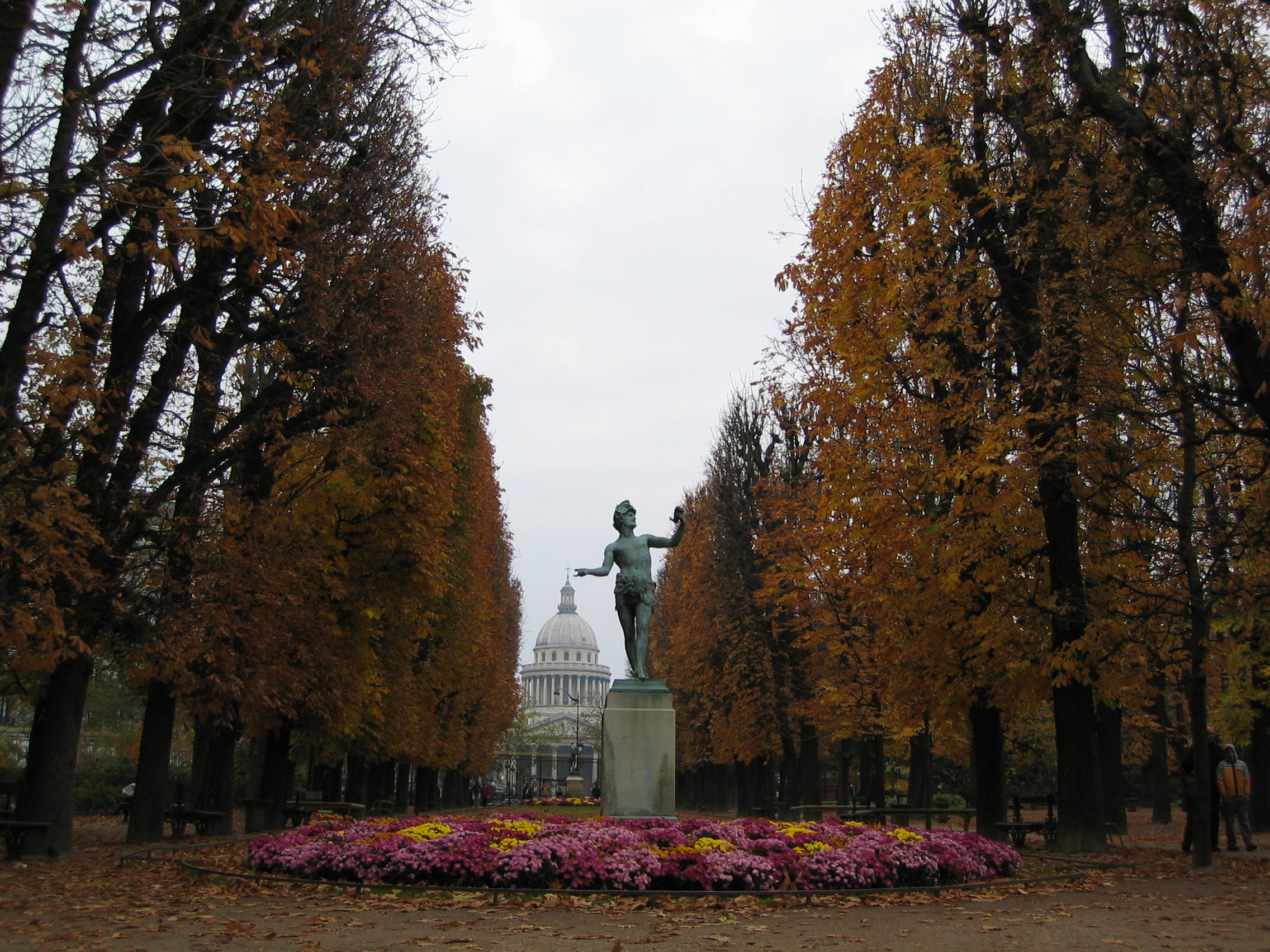
Артюр Буржуа, «Грецький актор»
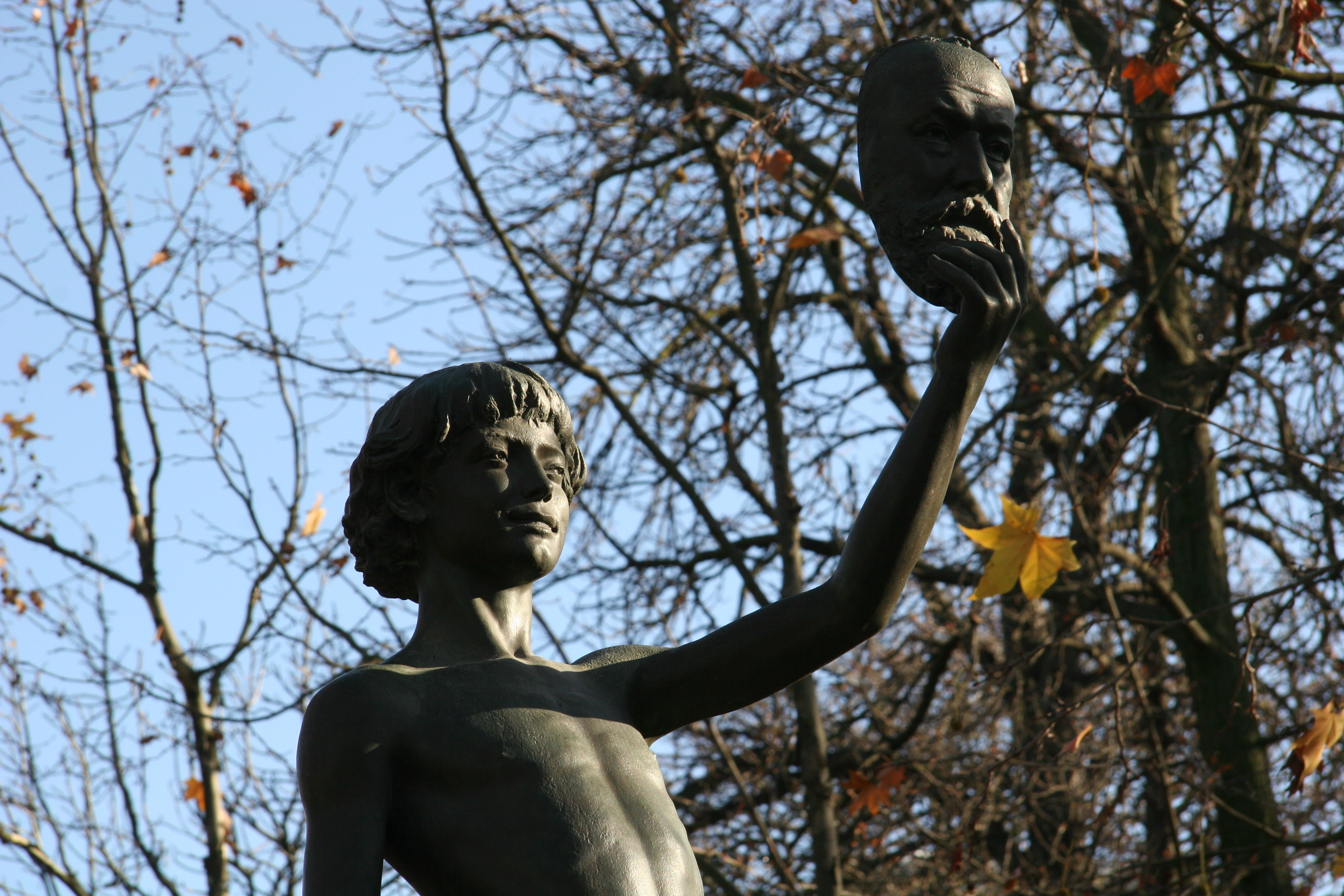
Зашарі Астрюк, «Торговець масками» (1883)
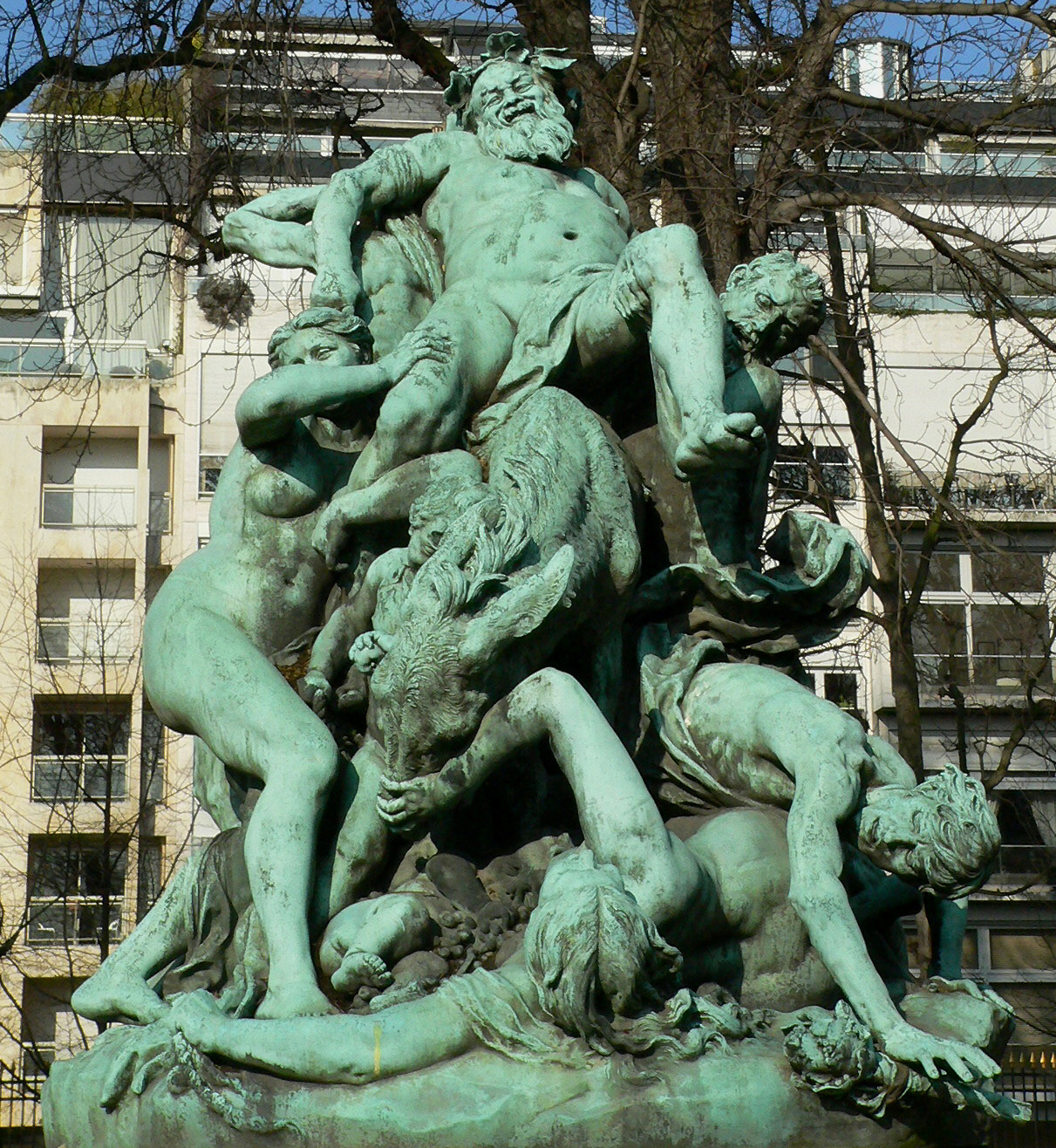
Еме-Жюль Далу, «Тріумф божка Сілена» (1898).
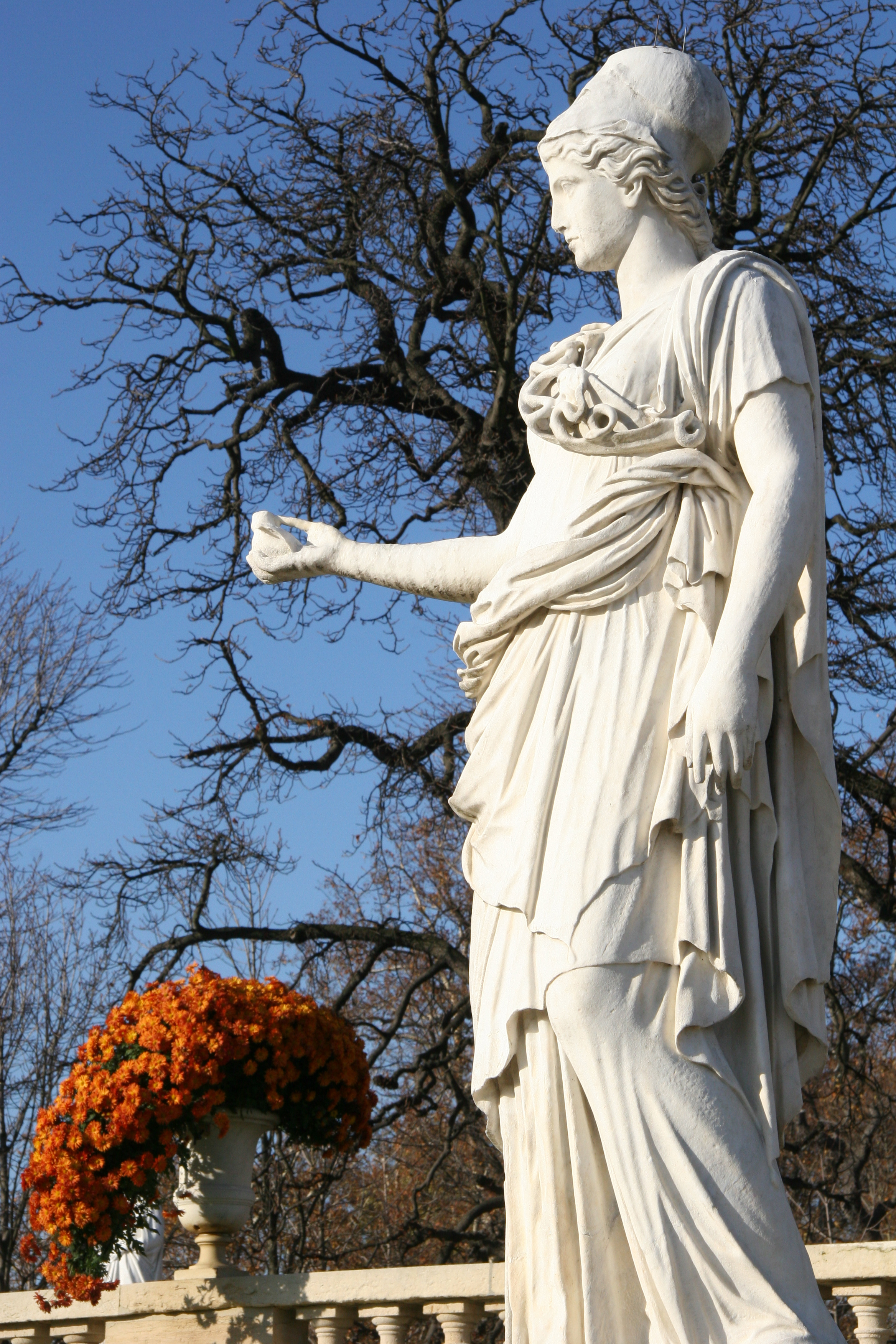
Мінерва і сова
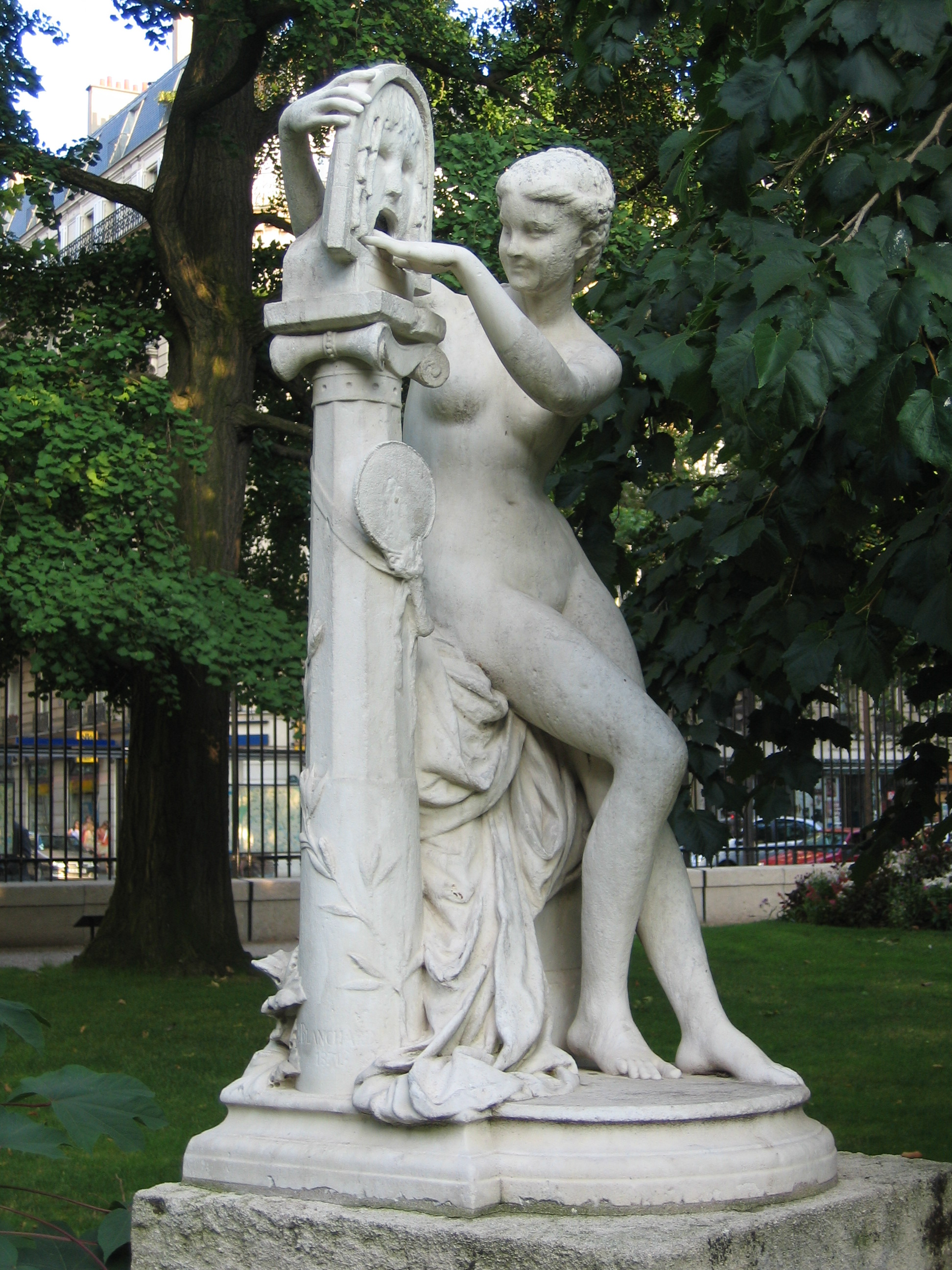
Жуль Бланшар, «Вуста правди» або «Детектор брехні» (1871)
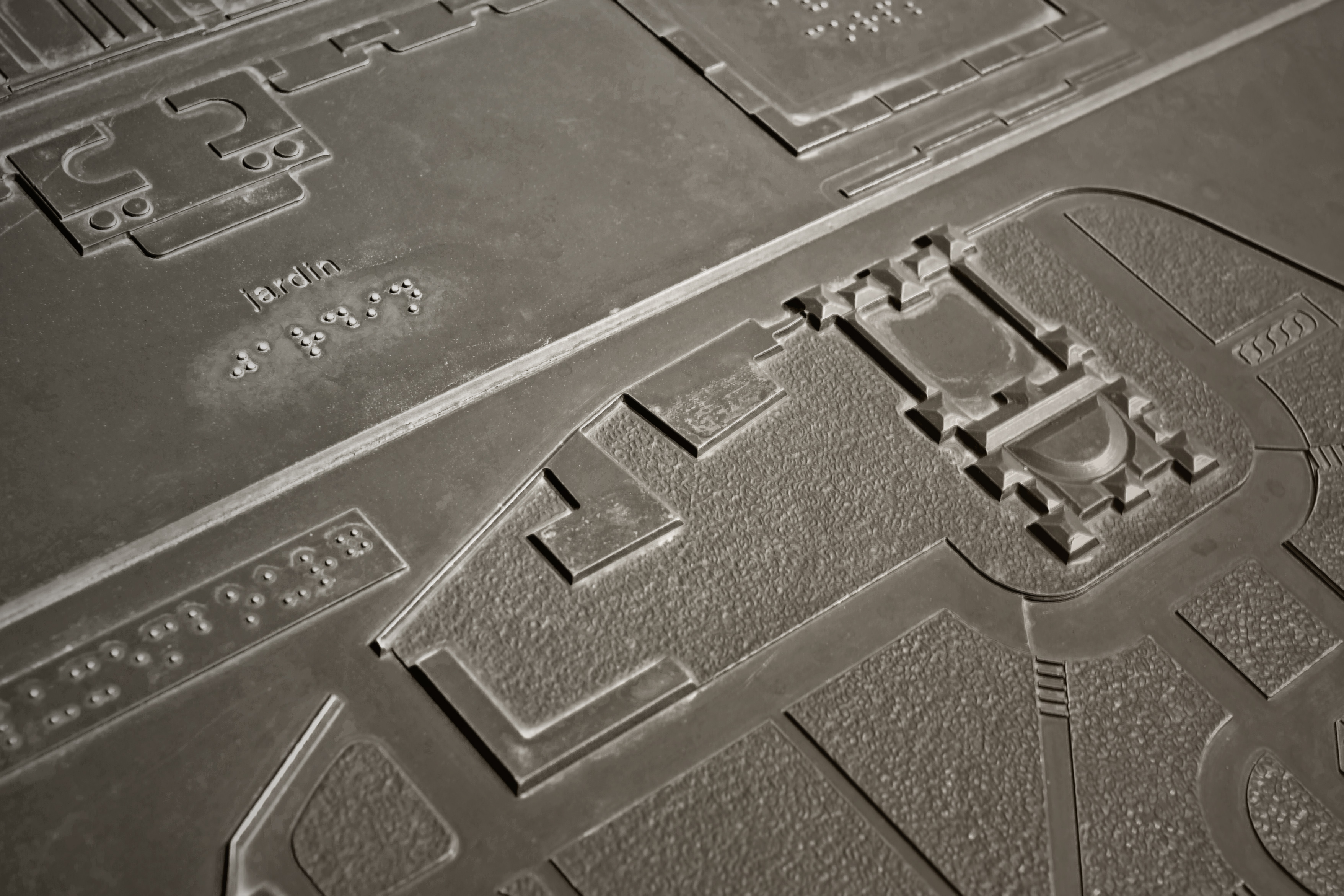
План Люксембурзького саду для сліпих
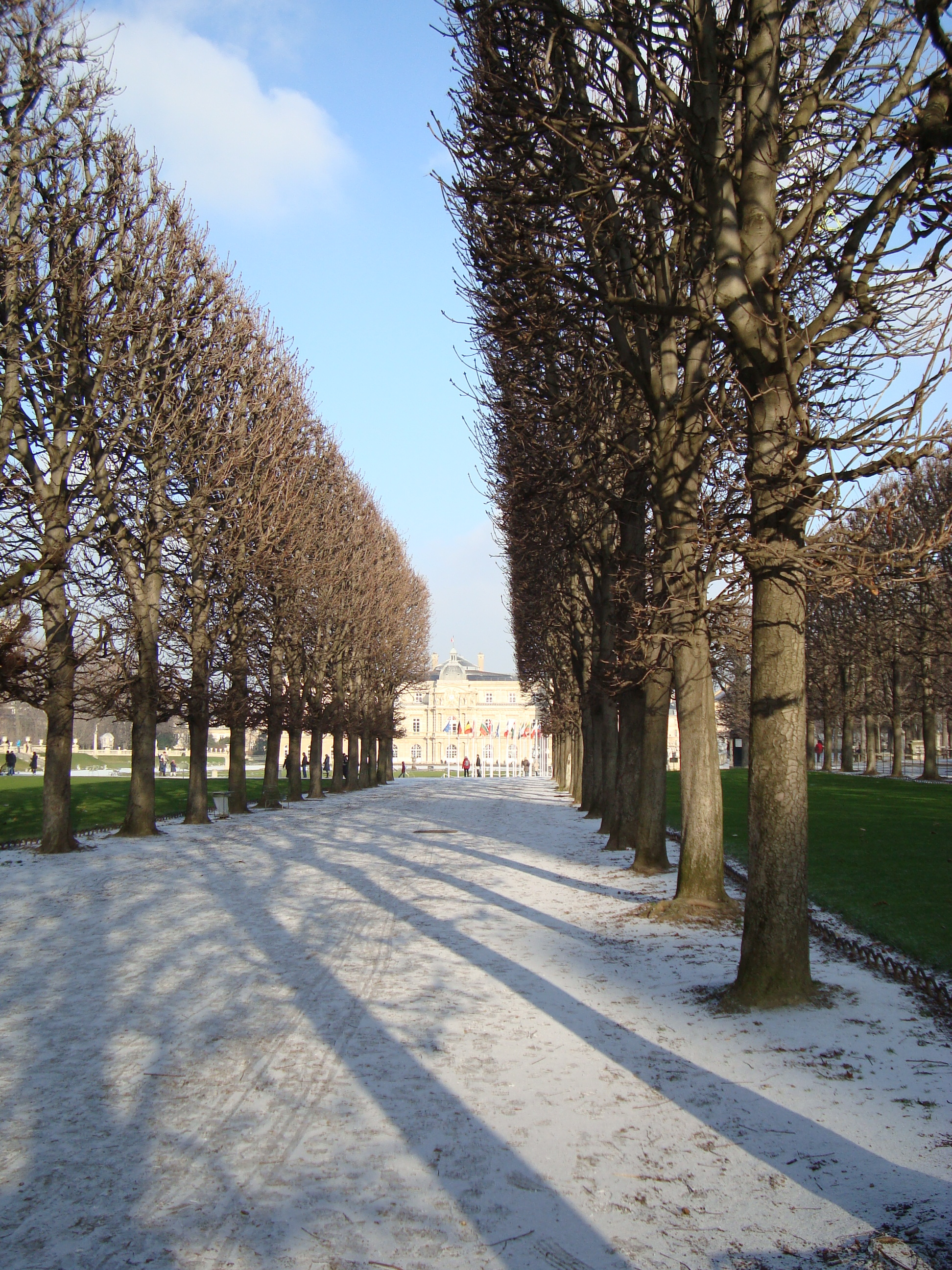
Засніжена алея
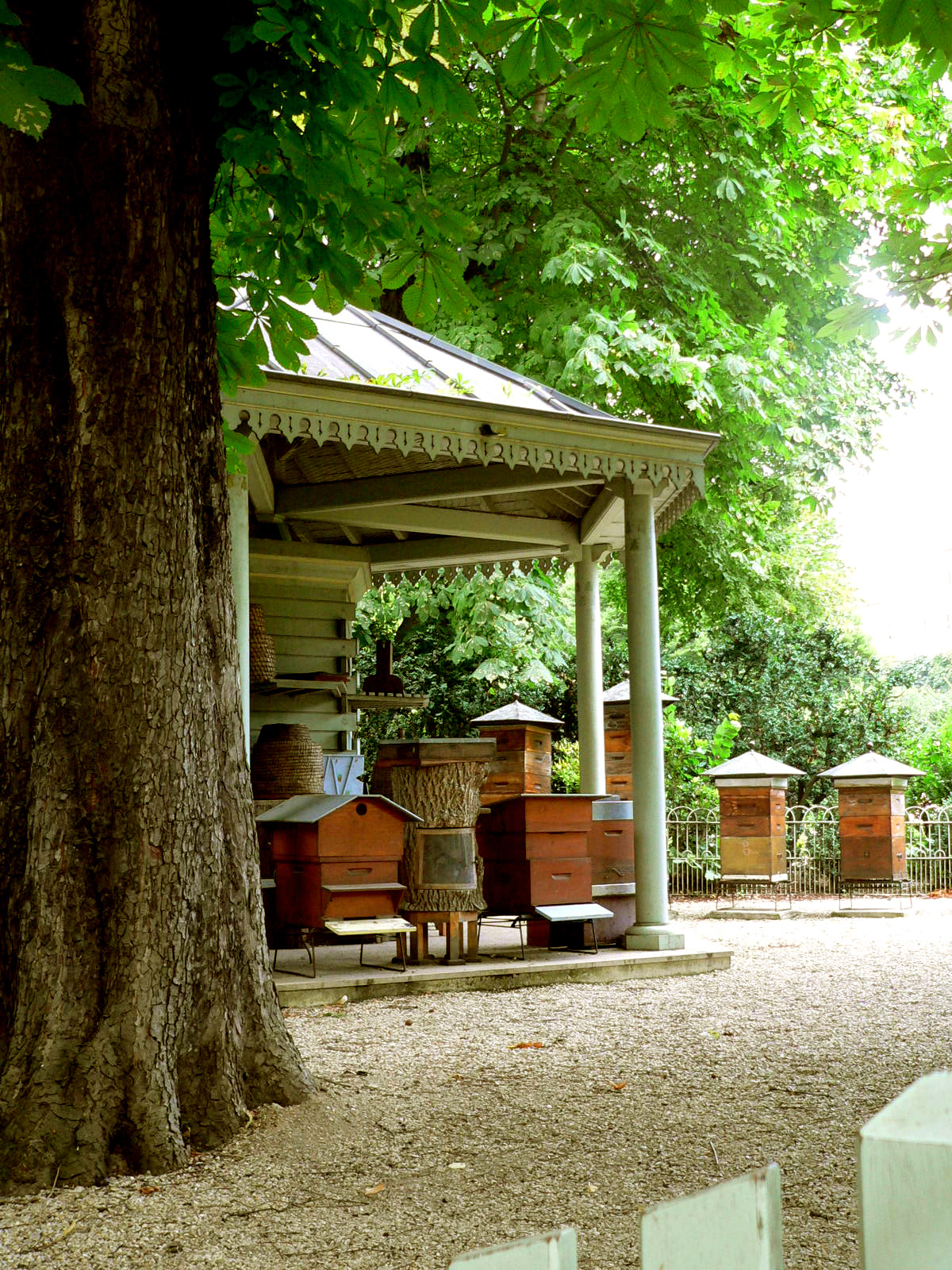
Пасіка в Люксембурзькому саду